# Киевская область
Ки́евская о́бласть (укр. Київська область), разг. Киевщина (укр. Київщина) — область в центре Украины. Областной центр — город Киев — административно не входит в её состав. Крупнейший город — Белая Церковь, другие крупные города — Бровары, Ирпень, Борисполь, Фастов, Вишнёвое, Васильков, Буча, Боярка, Обухов, Вышгород, Переяслав, Яготин, Березань, Богуслав, Кагарлык, Мироновка.
На западе граничит с Житомирской областью, на юго-западе — с Винницкой областью, на юге — с Черкасской областью, на востоке — с Черниговской областью, на юго-востоке — с Полтавской областью. На севере граничит с Гомельской областью Беларуси.

## Физико-географическая характеристика
Площадь — 28 121 км². Население — 1 722 875 человек (1 июля 2013 года), в том числе городское население — 1 066 812 человек (61,92 %), сельское — 656 063 человек (38,08 %). Центр — город Киев (не входит в состав области), столица Украины (город со специальным статусом).

### География
Расположена в среднем течении Днепра, большей частью на его правом берегу. Северная часть области находится на Полесской низменности. Восточная (левобережная) часть — на Приднепровской низменности (абсолютные высоты 100—140 м над уровнем моря в границах области). Центральная и юго-западная — на пологоволнистой Приднепровской возвышенности, изрезанной долинами рек и оврагов (до 273 м над уровнем моря).
Вся территория области относится к бассейну Днепра, являющегося важнейшей водной артерией области. В пределах области Днепр течёт на протяжении 246 км и имеет следующие крупнейшие притоки: Припять (с притоком Уж, или Уша), Тетерев, Ирпень, Стугна, Рось (правые), Десна, Трубеж, Супой (левые). Рось и Супой впадают в Днепр за границами области. В общей сложности в области насчитывается 177 рек. Озёр немного, сосредоточены они преимущественно на севере. На территории области расположена большая часть верхнего водохранилища Днепровского каскада — Киевского («Киевское море», как его часто называют (1964—1966); длина 110 км, ширина до 12 км, площадь — 922 км²; средняя глубина до 4 м (наибольшая — 14,5 м), полный объём — 3,73 тыс. км³), а также Каневское водохранилище (1978 г.). Всего в области имеется 13 водохранилищ, свыше 2000 прудов, почти 750 небольших озёр.
Грунтово-климатические условия области благоприятны для выращивания озимой пшеницы, сахарной свёклы, кукурузы, овощей и др. сельскохозяйственных культур, а также садов и ягодников. За успехи, достигнутые в развитии сельского хозяйства, Киевская область 26 февраля 1958 года награждена орденом Ленина.
Северная часть Киевской области лежит в пределах зоны смешанных лесов (Украинское Полесье; Полесская низменность, 183 м), большая часть — в лесостепи. Природная растительность северной части области представлена большими массивами хвойных и смешанных лесов (распространены леса главным образом из сосны с примесью берёзы и дуба, а также ольхи и др.), разнотравно-злаковыми лугами и заболоченными участками; южной части — широколиственными лесами (небольшие леса из дуба, граба, липы), кустарниками и лугами.
В Киевской области есть государственные хозяйства: Яготинское охотничье — водоплавающей и болотной дикой птицы; Белозёрское (ныне Белоозёрский НПП, Бориспольский район, Каневское водохранилище) — зайцев, косуль, диких свиней, барсуков, куниц, бобра, болотных и водоплавающих диких птиц; Сухолесское (Белоцерковский район) — зайцев, косуль, ланей, барсуков; Днепровско-Тетеревское государственное заповедное лесоохотничье хозяйство, Залесское заповедное лесоохотничье хозяйство (ныне Залесье (национальный парк)), и др.; заказники — Жорновский, Дзвонковский, Днепровско-Деснянский (Верхнедубечанское охотничье хозяйство; Пирново), гос. заказник Жуков Хутор (близ Ворзеля); многочисленны государственные заповедные урочища. На территории области (по большей части в Полесье) водятся также: лось, волк, лисица, зайцы, белки, суслик, хомяк, полевая и лесная мышь и т. п.
Природно-заповедный фонд г. Киева и городской зелёной зоны: общегосударственного значения — заказник Лесники (1110,2 га; НПП «Голосеевский» (всего у которого [у последнего] на 2001 г. — 6165 га), Конча-Засповское лесничество), Романовское болото (30 га; Святошинский ЛПХ, окрестности г. Ирпень); местного значения — Конча-Заспа (ландшафтный — водоплавающей и болотной дикой птицы), Дачное, Жуков остров (ландшафтный, 361 га; общая пл. острова 530 га), острова Ольжин и Козачий (470 га), Берёзовый гай, Белая диброва, Рыбное (все три — Дарницкий ЛПХ), оз. Вербное (Оболонь), урочище Бобровня (остров Муромец, парк «Муромец»), Межигорское (Святошинский ЛПХ ГКО «Киевзеленстрой», Межигорское лесн.); Пуща-Водицкий лесопарк (360 га; общая площадь лесного массива составляет прибл. 8 тыс. га). 

см. Категория:Охраняемые природные территории Киевской области

### Климат
Климат умеренный континентальный, с мягкой зимой и тёплым летом. Средняя температура января на севере области −6 °C, на юго-западе −5 °C; июля соответственно +17 и +19 °C; абсолютные минимумы температур достигают −34, −36 °C; абсолютные максимумы — +39, +40 °C. Среднестатистическая годовая температура воздуха на севере области +6,5 °C, на юге +7,5 °C. Среднее годовое количество осадков около 550 мм (на севере области 600 мм, на юге — 500 мм в год), максимум — летом. Период с температурами +10 °C — свыше 155—175 дней.

## История
Историческая местность — Киевщина, в более широком смысле — Надднепрянщина.
На Руси Киевская волость («волость» и «область» в древнерусском языке употреблялись как слова-синонимы) появилась в 1054 году, когда по завещанию Ярослава Мудрого Киев в управленческом отношении был отделён от двух других городов «Русской земли» — Чернигова и Переяславля.
Киевское воеводство было образовано в 1471 году в составе Великого княжества Литовского, а с 1569 года — в составе Малопольской провинции Королевства Польского. Ликвидировано в 1793 году в результате второго раздела Речи Посполитой.
Киевская губерния существовала (с перерывами) с 1708 года по 1925 год.
Киевская область была образована 27 февраля 1932 года в составе УССР, в числе пяти первых областей республики. Административным центром области стал город Киев.
15 октября 1932 года из восточных районов области образована Черниговская область.
22 сентября 1937 года из западных районов области образована Житомирская область.
10 января 1939 года в Кировоградскую область переданы Александровский, Златопольский, Каменский, Подвысоцкий и Чигиринский районы.
7 января 1954 года из южных районов области была образована Черкасская область, и Киевская область приобрела современные границы.
С 24 февраля до 2 апреля 2022 года северная часть области была оккупирована Россией в ходе вторжения России в Украину.

## Население
Численность наличного населения области на 1 января 2020 года составляет 1 781 044 человека, в том числе городского населения 1 105 383 человека, или 62,1 %, сельского — 675 661 человек, или 37,9 %.
Численность населения области по данным Государственного комитета статистики на 1 июля 2013 года составила 1 722 875 человек (что на 588 человек больше, чем 1 июня), в том числе городское население 1 066 812 человек (61,92 %), сельское 656 063 человека (38,08 %). Постоянное население 1 717 096 человек, в том числе городское население 1 055 762 человека (61,48 %), сельское 661 334 человека (38,52 %).
Около 558 тыс. человек (32 % населения области) работают в Киеве.
Динамика наличного населения Киевской области в современных границах:
- 1926 — 1 931 000
- 1939 — 1 716 000
- 1959 — 1 719 000
- 1970 — 1 834 000
- 1979 — 1 924 000
- 1989 — 1 940 000
- 1990 — 1 947 600
- 1991 — 1 946 400
- 1992 — 1 937 600
- 1993 — 1 937 900
- 1994 — 1 927 600
- 1995 — 1 911 600
- 1998 — 1 885 400
- 2000 — 1 861 500
- 2003 — 1 808 300
- 2005 — 1 778 900
- 2006 — 1 763 800
- 2007 — 1 751 100
- 2008 — 1 737 300
- 2010 — 1 721 800
- 2011 — 1 717 700
- 2012 — 1 719 600
- 2013 — 1 722 000
- 2014 — 1 725 500
- 2015 — 1 729 200
- 2016 — 1 732 200
- 2017 — 1 734 500
- 2018 — 1 754 300
- 2019 — 1 767 900
- 2020 — 1 781 000
- 2021 — 1 788 500
- 2022 — 1 795 100

### Национальный состав
По переписи населения 2001 года (всего: 1 814 280), показаны народы свыше 1 тыс. человек:
- Украинцы — 1 684 803
- Русские — 109 322
- Белорусы — 8698
- Поляки — 2846
- Армяне — 2341
- Молдаване — 1515
- Не указавшие национальность, или другие национальности — 1350
- Евреи — 1270
- Татары — 1102
- Азербайджанцы — 1033

### Языковой состав
Вследствие проводимой во времена СССР русификации Украины доля украиноязычных в населении Киевской области постепенно уменьшалась, а доля русскоязычных — возрастала. Родной язык населения Киевской области по результатам переписей населения, %
|            | 1959 | 1970 | 1989 | 2001 |
| ---------- | ---- | ---- | ---- | ---- |
| Украинский | 92,5 | 91,9 | 88,4 | 92,3 |
| Русский    | 6,5  | 7,5  | 10,9 | 7,2  |
| Другие     | 1,0  | 0,6  | 0,7  | 0,5  |

Родной язык населения Киевской области по данным переписи 2001 года:
|                             | Украинский | Русский |
| --------------------------- | ---------- | ------- |
| Киевская область            | 92,3       | 7,2     |
| г. Белая Церковь            | 86,6       | 12,3    |
| г. Березань                 | 92,1       | 7,5     |
| Борисполь (горсовет)        | 88,4       | 11,1    |
| г. Бровары                  | 86,4       | 12,9    |
| г. Васильков                | 87,3       | 12,2    |
| Ирпень (горсовет)           | 87,8       | 11,6    |
| г. Переяслав                | 95,9       | 3,6     |
| г. Фастов                   | 90,8       | 8,6     |
| г. Ржищев                   | 95,1       | 4,3     |
| г. Славутич                 | 55,4       | 42,6    |
| Барышевский район           | 96,5       | 3,0     |
| Белоцерковский район        | 95,7       | 4,0     |
| Богуславский район          | 97,6       | 2,2     |
| Бориспольский район         | 95,7       | 3,8     |
| Бородянский район           | 94,7       | 4,8     |
| Броварский район            | 96,9       | 2,8     |
| Васильковский район         | 95,4       | 4,2     |
| Володарский район           | 97,8       | 1,9     |
| Вышгородский район          | 90,3       | 9,3     |
| Згуровский район            | 97,0       | 2,3     |
| Иванковский район           | 96,5       | 3,1     |
| Кагарлыкский район          | 97,0       | 2,7     |
| Киево-Святошинский район    | 91,4       | 8,1     |
| Макаровский район           | 95,7       | 3,8     |
| Мироновский район           | 96,7       | 3,0     |
| Обуховский район            | 87,3       | 12,2    |
| Переяслав-Хмельницкий район | 97,1       | 2,6     |
| Полесский район             | 97,2       | 2,2     |
| Ракитнянский район          | 98,0       | 1,8     |
| Сквирский район             | 97,4       | 1,9     |
| Ставищенский район          | 98,3       | 1,4     |
| Таращанский район           | 97,9       | 1,7     |
| Тетиевский район            | 98,2       | 1,5     |
| Фастовский район            | 96,2       | 3,3     |
| Яготинский район            | 96,1       | 3,5     |

Украинский язык является единственным официальным языком на всей территории области.
По данным опроса, проведённого Социологической группой «Рейтинг» с 16 ноября по 10 декабря 2018 года в рамках проекта «Портрети Регіонів», 68 % жителей Киевской области считали, что украинский язык должен быть единственным государственным языком на всей территории Украины. 9 % считали, что украинский язык должен быть единственным государственным языком, а русский — вторым официальным в некоторых регионах страны. 19 % считали, что русский должен стать вторым государственным языком страны. 4 % затруднились с ответом.
21 марта 2023 года решением Киевского областного совета в Киевской области утверждена «Программа развития и функционирования украинского языка как государственного во всех сферах общественной жизни в Киевской области на 2023—2025 годы», главными целями которой являются усиление позиций украинского языка в различных сферах общественной жизни региона и украинизация беженцев из других областей Украины.
По данным исследования Центра контент-анализа, проведённого в период с 15 августа по 15 сентября 2024 года, темой которого стало соотношение украинского и русского языков в украинском сегменте социальных сетей, в Киевской области на украинском языке писалось 87,2 % сообщений (в 2023 году — 83,6 %, в 2022 году — 75,9 %, в 2020 году — 29,3 %), на русском — 12,8 % (в 2023 году — 16,4 %, в 2022 году — 24,1 %, в 2020 году — 70,7 %).
После провозглашения Украиной независимости в области, как и в стране в целом, происходит постепенная украинизация русифицированной в советское время системы образования. Динамика соотношения языков преподавания в учреждениях общего среднего образования в Киевской области:
| Язык преподавания | Учебный год | Учебный год | Учебный год | Учебный год | Учебный год | Учебный год | Учебный год | Учебный год | Учебный год | Учебный год | Учебный год | Учебный год | Учебный год | Учебный год |
| Язык преподавания | 1991/92     | 1992/93     | 1993/94     | 1994/95     | 1995/96     | 2000/01     | 2005/06     | 2007/08     | 2010/11     | 2012/13     | 2015/16     | 2018/19     | 2021/22     | 2022/23     |
| ----------------- | ----------- | ----------- | ----------- | ----------- | ----------- | ----------- | ----------- | ----------- | ----------- | ----------- | ----------- | ----------- | ----------- | ----------- |
| Украинский        | 84,6 %      | 86,7 %      | 89,7 %      | 91,1 %      | 92,0 %      | 97,0 %      | 99,0 %      | 99,0 %      | 99,0 %      | 99,0 %      | 99,4 %      | 99,7 %      | 99,95 %     | 100,0 %     |
| Русский           | 15,4 %      | 13,3 %      | 10,3 %      | 8,9 %       | 8,0 %       | 3,0 %       | 1,0 %       | 1,0 %       | 1,0 %       | 1,0 %       | 0,6 %       | 0,3 %       | 0,05 %      | —           |

В период с 2012/13 по 2016/17 учебный год в Киевской области доля учеников, изучающих русский язык либо в русскоязычных классах, либо как отдельный предмет в классах с украинским языком преподавания, сократилась с 28,05 % до 20,06 %.
По данным Государственной службы статистики Украины в 2023/24 учебном году все 237 624 учащихся в учреждениях общего среднего образования в Киевской области обучались в украиноязычных классах.
По данным Государственной службы статистики Украины в 2024/25 учебном году все 234 641 учащихся в учреждениях общего среднего образования в Киевской области обучались в украиноязычных классах.

## Административно-территориальное устройство
Административный центр Киевской области — город Киев (в состав области не входит).
Область имеет два эксклава — город Славутич, окружённый территорией Черниговской области и посёлок Коцюбинское, окружённый территорией города Киева.

### Районы
17 июля 2020 года принято новое деление области на 7 районов:
| № | Район                | Население (тыс. чел.) | Площадь (км²) | Административный центр |
| - | -------------------- | --------------------- | ------------- | ---------------------- |
| 1 | Белоцерковский район | ▼431 172              | 6510,3        | г. Белая Церковь       |
| 2 | Бориспольский район  | ▼203 154              | 3873,2        | г. Борисполь           |
| 3 | Броварский район     | ▲241 777              | 2888,2        | г. Бровары             |
| 4 | Бучанский район      | ▲375 536              | 2555,5        | г. Буча                |
| 5 | Вышгородский район   | ▲132 136              | 4333,0        | г. Вышгород            |
| 6 | Обуховский район     | ▼227 209              | 3635,3        | г. Обухов              |
| 7 | Фастовский район     | ▲184 095              | 1759,7        | г. Фастов              |

Районы в свою очередь делятся на городские, поселковые и сельские объединённые территориальные общины (укр. об'єднана територіальна громада).

### Города
| - Белая Церковь - Березань - Богуслав - Борисполь - Боярка - Бровары - Буча - Васильков - Вишнёвое | - Вышгород - Ирпень - Кагарлык - Мироновка - Обухов - Переяслав - Ржищев - Сквира - Славутич | - Тараща - Тетиев - Узин - Украинка - Фастов - Чернобыль - Яготин Нежилые города: - Припять |

### История деления области
8 декабря 1966 года были образованы Богуславский, Бородянский, Володарский, Обуховский и Ракитнянский районы.
До 17 июля 2020 года Киевская область состояла из 25 районов и 11 городов областного подчинения.
Число административных единиц, местных советов и населённых пунктов области (до 17 июля 2020 года):
- районов — 25;
- населённых пунктов — 1184, в том числе:
  - сельских — 1127;
  - городских — 55, в том числе:
    - посёлков городского типа — 30;
    - городов — 25, в том числе:
      - городов областного значения — 12;
      - городов районного значения — 13;
- сельских советов — 606.

25 районов (до 17 июля 2020 года):
| - Барышевский район - Белоцерковский район - Богуславский район - Бориспольский район - Бородянский район - Броварский район - Васильковский район - Володарский район - Вышгородский район | - Згуровский район - Иванковский район - Кагарлыкский район - Киево-Святошинский район - Макаровский район - Мироновский район - Обуховский район - Переяслав-Хмельницкий район - Полесский район | - Ракитнянский район - Сквирский район - Ставищенский район - Таращанский район - Тетиевский район - Фастовский район - Яготинский район |

Статусы городов (до 17 июля 2020 года):
| Города областного значения: - Белая Церковь - Березань - Борисполь - Бровары - Буча | - Васильков - Ирпень - Обухов - Переяслав-Хмельницкий - Ржищев - Славутич - Фастов | Города районного значения - Богуслав - Боярка - Вышгород - Вишнёвое - Кагарлык - Мироновка | - Сквира - Тараща - Тетиев - Узин - Украинка - Чернобыль - Яготин | Нежилые города: - Припять (бывший город областного значения) |

### Органы власти
Местное самоуправление в области осуществляет Киевский областной совет, исполнительную власть — областная государственная администрация. Главой области является председатель облгосадминистрации, для того, чтобы назначить председателя облгосадминистрации, требуется представление Кабинета министров которое должен подписать президент Украины.
| Выборы-2006 в Киевский облсовет | Выборы-2006 в Киевский облсовет | Выборы-2006 в Киевский облсовет | Выборы-2006 в Киевский облсовет | Выборы-2006 в Киевский облсовет |
| ------------------------------- | ------------------------------- | ------------------------------- | ------------------------------- | ------------------------------- |
| «БЮТ»                           |                                 |                                 | 66 (37,37 %)                    |                                 |
| «Наша Україна»                  |                                 |                                 | 16 (8,79 %)                     |                                 |
| СПУ                             |                                 |                                 | 14 (7,66 %)                     |                                 |
| Партия регионов                 |                                 |                                 | 11 (6,11 %)                     |                                 |
| «Блок Литвина»                  |                                 |                                 | 7 (3,90 %)                      |                                 |
| УНБКП                           |                                 |                                 | 6 (3,59 %)                      |                                 |

Киевский областной совет (2006—2010).
Руководство: глава — Майбоженко В. В., Качный О. С. (с 05.2010),
заместители главы: Бондарев К. А., Качный О. С., Доротич С. И., Пиотрович Л. М., Каленик О. И., Бабенко Н. В.
Всего 120 депутатов
- Блок Юлии Тимошенко — 66 мандата
- «Наша Украина» — 16 мандатов
- Социалистическая партия Украины — 14 мандатов
- Партия Регионов — 11 мандатов
- «Блок Литвина» — 7 мандатов
- Украинский народный блок Костенко и Плюща — 6 мандатов

| Выборы-2010 в Киевский облсовет | Выборы-2010 в Киевский облсовет | Выборы-2010 в Киевский облсовет | Выборы-2010 в Киевский облсовет | Выборы-2010 в Киевский облсовет |
| ------------------------------- | ------------------------------- | ------------------------------- | ------------------------------- | ------------------------------- |
| Партия регионов                 |                                 |                                 | 97                              |                                 |
| «Фронт Змін»                    |                                 |                                 | 16                              |                                 |
| «УДАР»                          |                                 |                                 | 11                              |                                 |
| «Сильная Украина»               |                                 |                                 | 10                              |                                 |
| «Свобода»                       |                                 |                                 | 5                               |                                 |
| Народная партия                 |                                 |                                 | 3                               |                                 |

Киевский областной совет (с 2010).
Руководство: глава — Качный О. С., заместители главы: Павлов Ю. А., Шкырта И. И.
Киевский областной совет (с 2014).
Руководство: глава — Бабенко Н. В., заместители главы: Добрянский Я. В., Ноевой Ю. М.
Всего 148 депутатов
- Партия регионов — 97 мандатов
- Фронт Змін — 16 мандатов
- «УДАР» — 11 мандатов
- Сильная Украина — 10 мандатов
- Свобода — 5 мандатов
- Народная партия — 3 мандата
- «Справедливость» — 2 мандата
- Европейская партия Украины — 1 мандат
- Наша Украина — 1 мандат
- «Третья сила» — 1 мандат
- Социалистическая партия Украины — 1 мандат

## Экономика
| № | показатель                    | единицы          | значение, 2014 год |
| - | ----------------------------- | ---------------- | ------------------ |
| 1 | Экспорт товаров               | млн долларов США | 1852,4             |
| 2 | Удельный вес в общеукраинском | %                | 3,4                |
| 3 | Импорт товаров                | млн долларов США | 3756,9             |
| 4 | Удельный вес в общеукраинском | %                | 6,9                |
| 5 | Сальдо экспорт-импорт         | млн долларов США | −1904,5            |
| 6 | Капитальные инвестиции        | млн гривен       | 18264,1            |
| 7 | Средняя зарплата              | грн              | 7200               |
| 8 | Средняя зарплата              | долларов США     | 180                |

По материалам Комитета статистики Украины Архивная копия от 23 января 2013 на Wayback Machine (укр.) и Главного управления статистики в Киевской области (укр.)

## Промышленность
Ускоренно развиваются отрасли, которые определяют научно-технический прогресс (машиностроение и металлообработка, в том числе приборостроение, электронная, электроэнергетика, порошковая металлургия, химия и нефтехимия), а также новые области производства — микробиологическое и картонно-бумажная. В посёлке Пролиски, на восточной окраине Киева, работает Бориспольский автобусный завод. Завод выпускает 1700 автобусов в год различных модификаций. Завод активно сотрудничает с научно-исследовательским институтом автомобилестроения «Эталон».

## Курортно-рекреационные ресурсы
Курортные ресурсы Киевской обл. наряду с мягким климатом, благоприятствующим проведению климатотерапии, составляют минеральные воды, выведенные на поверхность путём бурения. Наибольшее курортологическое значение имеют радоновые воды невысокой минерализации и различного химического состава (сульфатно-хлоридные кальциево-натриевые, гидрокарбонатные магниево-кальциевые), обнаруженные в ряде районов области — близ г. Мироновка (курортная оздоровительная местность; водолечебница в Мироновке), и в посёлке Владиславовка Обуховского района, на курорте Белая Церковь, в курортной местности Конча-Заспа. Близ г. Бровары выведены на поверхность хлоридные натриевые воды (в области — многочисленны детские оздоровительные лагеря (лагеря отдыха школьников), в том числе на базе источников — в частности «Журавочка» в Броварах).
Осуществляется розлив ряда мин. вод в бутылки в качестве столовых вод под названиями «Киевская» (гидрокарбонатная кальциево-магниевая низкой минерализации, используется преим. как столовый напиток и при нарушениях обмена веществ), «Бориспольская», «Чернобыльская» (в недалёком прошлом), «Курортная», «Березанская», а также «Оболонская» («Оболонь»), «Калипсо» («Орлан»), «София Киевская» («Росинка»), и др. Курортно-лечебные ресурсы дополняют торфяные грязи, месторождения которых имеются на севере Киев. области (поймы рек Десна, Припять, Здвиж).
Функционируют курорты Белая Церковь, Мироновка, Боярка, Ворзель (имеется Дом творчества композиторов; бювет мин. воды), Пуща-Водица; имеется ряд курортных местностей: Конча-Заспа, Святошино, Ирпень (известен Домом творчества писателей), Буча (на ст. Буча останавливаются также некоторые пассажирские поезда дальнего следования), Клавдиево-Тарасово (в том числе (детский) лагерь близ с. Пороскотень, у Лысой Горы), Пирново (базы отдыха на Десне и Днепре (Киевском море)), Лютеж, оздоровительная местность Феофания;
 34 санатория (5200 мест), в том числе 3 профсоюзных (1420 мест); 16 домов отдыха, многочисленные пансионаты и базы отдыха, принадлежащие различным учреждениям и ведомствам (Потиевка (в предместье Фастова), Плесецкое, Ковалёвка, Коцюбинское, и др. — перспективные курортные (курортно-рекреационные) местности). В Киеве имеется офис (филиал) Миргородского курорта.

## Достопримечательности
На территории Киевской области много архитектурно-исторических памятников и памятников культуры. Особенно богат ими Киев — древнейший город, центр Киевской Руси. Здесь сохранились остатки городских укреплений — Золотые ворота (XI век), Софийский собор (заложен в 1017—1037 годах) — главное общественное и культовое здание [митрополитский храм] Киевской Руси, ансамбль Киево-Печерской лавры (основана в середине XI век, с 1926 историко-культурный музей-заповедник), церкви Спаса на Берестове (1113—1125) и Кирилловская (XII век), монументальные церкви Николы Притыска (Никольско-Притиская) и Ильинская (XVII век); к XVII—XVIII векам относятся постройки преимущественно в стиле украинского барокко — ансамбли Софийского («София Киевская», основанная П. Могилой), Выдубецкого (XI—XVIII века) и Фроловского (Притиско-Никольская ул., 5) монастырей, Покровская (в Бехтеревском переулке, 15) и Андреевская церкви (1749—1753), Мариинский (1747—1755) и Кловский дворцы, Большая колокольня Киево-Печерской лавры (1745), Брама Заборовского в Киеве [урочистые (торжественные) ворота Софийского монастыря], Коллегиум (1753—1757) в Переяславе и другие.
В конце XVIII — 1-й половине XIX века в городах в стиле классицизма сооружены большие цивильные здания (торговые ряды на Базарной площади (1809—1814), склады, почтамт (ансамбль сооружений, 1825—1831), Зимний дворец (1796), дом «общественных собраний» (Дом Дворянского собрания) и здание гимназии в Белой Церкви; институт благородных девиц и университет в Киеве и другие, в сельских местностях — помещицкие дворцы с парками; создан известный дендрологический парк «Александрия» вблизи Белой Церкви (архитектор Мюффо и Доминик Ботани, а также А. Энс; имеется музей дендропарка).
В стольном граде много памятников, в том числе князю Владимиру (1853 г.), княгине Ольге (1911, восст. 1996) и Богдану Хмельницкому (1881—1888), Магдебургскому праву (1802—1808); на территории Свято-Успенской Киево-Печерской Лавры (у Трапезной церкви) покоится тело П. А. Столыпина, а также (в нижней части Лавры, у ближних и дальних пещер) захоронены мощи летописца Нестора, врачевателя Агапита, инока Илии Печерского.
Интересны также современная архитектура XX века (Дворцы спорта (1958—60) и пионеров (Киевский дворец детей и юношества), аэровокзал в Борисполе; Дворец культуры «Украина» (1970, реконструирован 1997—98) и другие) и музеи Киева — Украинский дом (выставочный центр, дворец искусств), исторический, украинского изобразительного искусства (национальный художественный музей), западного и восточного искусства (музей искусств имени Богдана и Варвары Ханенко), истории медицины (улица Б. Хмельницкого, 37), музей-аптека, народной архитектуры и быта (Пирогово, 150 га; 1969) и другие (всего более 15 музеев).
В Переяславе раскопками открыты остатки зданий XI—XII веков (епископский дворец, храм Михаила и другие), сохранились Михайловская церковь (1646—1666, воздвигнута на развалинах Михайловского храма (1090)) и ансамбль Вознесенского монастыря (1695—1700); имеются музеи — исторический, мемориальный украинского философа, поэта и педагога XVIII века Г. С. Сковороды, народной архитектуры и быта (порядка 20 музеев); музей краеведческий имеется также в Белой Церкви (с 1924).
В Белой Церкви функционирует областной драматический театр имени П. К. Саксаганского (1933); дом органной и камерной музыки. В одном из старейших русских городов Василькове — собор св. Антония и Феодосия (1756—1758 годов) и Николаевская церковь (1792). В Фастове — музей пива.
Археологическими раскопками (первая половина XX века) в Вышгороде открыты детинец и ремесленно-торговый посад «Ольжин град», где выявлены часть старинной улицы с остатками наземных и полуземляных жилищ металлообделочных и гончарных мастерских, остатки укреплений, орудия труда, посуда, украшения, фундамент Борисоглебской церкви и другие находки, принадлежащие к X—XIII векам (древнерусское городище IX—XIII веков). В окрестностях Вышгорода существовал Межигорский Спасо-Преображенский монастырь (988—1930-е).
Вблизи с. Триполье выявлены поселения (стоянки) каменного века, близ с. Трахтемирова — городище скифского периода; в регионе Борисполя, в селе Софиевка, — Софиевский могильник (позднего этапа трипольской культуры) и другие.
На Киевщине существовал специфический народный иконописный стиль, сформированный под влиянием старой иконописной традиции Киево-Печерской лавры. Святые изображались на темно-пурпурноми либо чёрном фоне в убранстве тёмных тонов с тёмно-синими, тёмно-зелёными или даже черними нимбами, очерченными точечным пунктирным белым контуром. Коллекция домашних икон Киевщины является частью экспозиции Музея украинской домашней иконы в историко-культурном комплексе «Замок Радомысль».

## Известные люди

### В области родились
- Вовченко, Иван Антонович (1905—1976) — советский военный деятель, генерал-майор танковых войск (1943 год).
- Козловский, Иван Семёнович (1900—1993) — певец, народный артист СССР (1940).
- Короленко, Иосиф Федосеевич (1902—1978) — советский военный деятель, генерал-майор артиллерии (1944 год).
- Сердюк, Александр Иванович (1900—1988) — актёр, режиссёр театра и кино, народный артист СССР (1951).
- Сидоренко, Пётр Иванович (1907—1985) — советский военный деятель, генерал-лейтенант артиллерии, Герой Советского Союза.
- Малышко, Андрей Самойлович (1912—1970) — советский украинский писатель и переводчик.
- Митюк, Игорь Петрович (1928—1995) — советский математик, доктор физико-математических наук, профессор.
- Иван Степанович Мазепа (1639—1709) — военный, политический и дипломатический деятель Войска Запорожского.
- Павел Платонович Чубинский (1839—1884) — украинский этнограф, фольклорист и поэт.

## Награды
- Орден Ленина (1958)[46].